# Triepeolus denverensis
Triepeolus denverensis är en biart som beskrevs av Cockerell 1910. Triepeolus denverensis ingår i släktet Triepeolus och familjen långtungebin. Inga underarter finns listade i Catalogue of Life.